# Марк Закерберг
Марк Елиот Закерберг (енгл. Mark Elliot Zuckerberg; Вајт Плејнс, 14. мај 1984) је амерички програмер и предузетник јеврејског порекла. За време студија на универзитету „Харвард“ (енгл. Harvard) створио је „Фејсбук“ — интернет страницу која служи као сервис за друштвену мрежу. Средином 2012. године Фејсбук је имао више од милијарду корисника (2019. године је имао скоро 2,5 милијарди корисника). Закерберг служи као Фејсбоков председник, извршни директор и контролни акционар. Он је такође суоснивач пројекта за развој свемирских летелица типа соларног једрењака Breakthrough Starshot и служи као један од његових чланова одбора.
Рођен у Вајт Плејнсу у Њујорку, Закерберг је похађао Универзитет Харвард, где је 4. фебруара 2004. године из своје спаваонице покренуо Сервис друштвене мреже Фејсбук, са цимерима са факултета Едуардом Саверином, Ендуом Маколумом, Дустином Московицом и Крисом Хјузом. Првобитно покренут за одабир универзитетских кампуса, сајт се брзо проширила, а на крају и изван факултета, досегавши милијарду корисника до 2012. године. Закерберг је у мају 2012. године извео предузеће на јавно тржиште с већинским уделом. Године 2007, у својој 23. години, постао је најмлађи милијардер на свету који је сам себе створио. Од јула 2021. године, Закербергова нето вредност износи 132 милијарде долара, што га чини петом најбогатијом особом на свету.
Од 2008. године часопис Тајм прогласио је Закерберга међу 100 најутицајнијих људи на свету у оквиру своје награде за особу године. У децембру 2016. Закерберг је заузео 10. место на Форбсовој листи најмоћнијих људи на свету.

## Младост
Закерберг је рођен је 14. маја 1984. године у Вајт Плејнсу у Њујорку. Његови родитељи су Карен (рођена Кемпнер), психијатар, и Едвард Закерберг, зубар. Он и његове три сестре, Ранди, Дона и Ариел, одрасле су у Добс Ферију у Њујорку, малом селу округа Вестчестер, удаљеном око 34 км северно од центра Менхетна. Закерберг је одрастао у реформском јеврејском домаћинству, а његови преци потичу су из Немачке, Аустрије и Пољске. Имао је бар мицву на тему Ратова звезда када је напунио 13 година.
У средњој школи Ардсли, Закерберг се истицао на часовима. Након две године прешао је у приватну школу Филипс Ексетер академија, где је освојио награде из математике, астрономије, физике и класичних студија. У младости је такође похађао летњи камп Центра за талентовану омладину Универзитета Џон Хопкинс. На пријави за факултет, Закерберг је навео да може да чита и пише француски, хебрејски, латински и старогрчки. Он је био је капитен мачевалачког тима.

## Програмер

### Ране године
Закерберг почео је да користи рачунаре и софтвер за писање у средњој школи. Његов отац га је деведесетих година подучавао Атари BASIC програмирању, а касније је ангажовао програмера софтвера Дејвида Њумана да га приватно подучава. Закерберг је још у средњој школи похађао дипломски курс из ове области на Мерси колеџу у близини своје куће. У једном програму, будући да је стоматолошка ординација његовог оца радила из њихове куће, он је изградио софтверски програм назван „ZuckNet” који је омогућио да сви рачунари између куће и стоматолошке ординације међусобно комуницирају. То се сматра „примитивном” верзијом AOL-овог Тренутног гласника, који је изашао следеће године.
Један профил часописа Њујоркер наводи за Закерберга: „нека деца су играла рачунарске игре. Марк их је стварао.” И сам Закерберг се присећа овог периода: „Имао сам гомилу пријатеља који су били уметници. Они су долазили су, цртали ствари, а ја бих од тога направио игру.” У чланку из Њујоркера примећено је да Закерберг, међутим, није био типичан „geek-klutz”, јер је касније постао капитен свог тима за мачевање у припремној школи и стекао диплому у области класика. Суоснивач Напстера, Син Паркер, блиски пријатељ, примећује да је Закерберг „заиста волео грчке одисеје и све те ствари“, присећајући се како је својевремено цитирао Вергилијеве римску епску песму Енејида, током конференције о производима на Фејсбуку.
Током својих средњошколских година он је радио под именом компаније Интелигентна медијска група на изградњи музичког плејера под називом Синапс медијски плејер. Уређај је користио машинско учење за учење навика слушања корисника, што је постављено на Slashdot и добио оцену 3 од 5 од PC Magazine.